# DDR-Rugby-Oberliga
La DDR-Rugby-Oberliga fu il massimo campionato di rugby a 15 della Repubblica Democratica Tedesca.
Esso si tenne dalla stagione 1951-52 fino al 1989-90, anno della riunificazione delle due Germanie, e vide la netta prevalenza, nelle 39 edizioni disputate, dello Stahl Hennigsdorf, che lo vinse 27 volte.
Lo stesso Stahl Hennigsdorf è una delle poche formazioni sopravvissute all'unificazione e milita in Regionalliga Nordost, terza divisione nazionale del rugby tedesco.
Il campionato era organizzato e gestito dalla Deutscher Rugby-Sportverband, ramo rugbistico della Deutscher Turn- und Sportbund (DTSB), l'organizzazione di sovrintendenza alle attività sportive nella ex Germania Est.

## Storia
La Germania aveva una tradizione di rilievo prima della seconda guerra mondiale: infatti, la Nazionale tedesca era riuscita a guadagnare un argento olimpico e aveva battuto due volte la Francia, il Paese di riferimento per l'Europa continentale.
Dopo la guerra, con la morte di praticamente tutti i rugbisti di rilievo a causa del conflitto, la pratica di tale sport crollò; inoltre nel 1948 sopraggiunse la divisione della Germania in due zone d'influenza contrapposte, con quella che divenne nota come Germania Est (la Repubblica Democratica Tedesca) nell'area dei satelliti dell'Unione Sovietica.
In tale Paese si ricostituì un comitato rugbistico nel 1950 all'interno della sezione calcio del DTSB che, un anno più tardi, organizzò il primo campionato nazionale, che si tenne nella stagione 1951-52.
La Germania Est aderì successivamente alla FIRA nel 1956 ed ebbe una sua Federazione autonoma nel 1958.
Il primo torneo fu vinto dallo Stahl Hennigsdorf, formazione nata nel 1948 e allenata da Erwin Thiesies, pioniere del rugby tedesco d'anteguerra; tra le squadre che contesero la supremazia di Hennigsdorf figurava il Lipsia, che poi divenne il ramo rugbistico dell'allora Lokomotive, il Vorwärts, originariamente di Berlino e poi di Francoforte sull'Oder, sezione rugbistica della polisportiva omonima della Volkspolizei; lo Stahl Brandeburgo, altra formazione tuttora esistente.
Tra le squadre ormai sparite che disputarono la Oberliga, che si tenne con la formula del girone unico per quasi tutta la sua storia, figurano lo Stahl Leegebruch, che si aggiudicò anche un titolo nel 1972, la Dinamo Potsdam, sezione rugbistica della squadra della polizia di Potsdam, l'Ingenieurschule Hennigsdorf, e la sezione rugbistica della Dinamo Dresda; al momento della riunificazione delle Germanie nel 1990 solo 17 club della vecchia federazione tedesco-orientale aderirono alla Deutscher Rugby Verband; tra queste anche il Post Berlino, oggi noto come RK 03 Berlin; l'Empor di Velten, oggi Veltener RC, e il Gastronom Leipzig, confluito, come il Lokomotive, nel nuovo RC Leipzig.
Lo Stahl Hennigsdorf si aggiudicò 27 edizioni di torneo; le altre 12 edizioni furono appannaggio delle squadre di Lipsia (10, 4 delle quali al Lokomotiv) e uno ciascuno al Vorwärts e allo Stahl Leegebruch.
Delle squadre superstiti della Oberliga, nella stagione 2014-15 il Rugby Klub 03 Berlin milita nella Bundesliga, il campionato tedesco di prima divisione.

## Albo d'oro
| Edizione | Edizione | Vincitore         |
| -------- | -------- | ----------------- |
| 1        | 1951-52  | Stahl Hennigsdorf |
| 2        | 1952-53  | Stahl Hennigsdorf |
| 3        | 1953-54  | Lipsia            |
| 4        | 1954-55  | Lipsia            |
| 5        | 1955-56  | Vorwärts          |
| 6        | 1956-57  | Lipsia            |
| 7        | 1957-58  | Lipsia            |
| 8        | 1958-59  | Lipsia            |
| 9        | 1969-60  | Stahl Hennigsdorf |
| 10       | 1960-61  | Stahl Hennigsdorf |
| 11       | 1961-62  | Stahl Hennigsdorf |
| 12       | 1962-63  | Lipsia            |
| 13       | 1963-64  | Lokomotive Lipsia |

| Edizione | Edizione | Vincitore         |
| -------- | -------- | ----------------- |
| 14       | 1964-65  | Stahl Hennigsdorf |
| 15       | 1965-66  | Stahl Hennigsdorf |
| 16       | 1966-67  | Stahl Hennigsdorf |
| 17       | 1967-68  | Stahl Hennigsdorf |
| 18       | 1968-69  | Stahl Hennigsdorf |
| 19       | 1969-70  | Stahl Hennigsdorf |
| 20       | 1970-71  | Stahl Hennigsdorf |
| 21       | 1971-72  | Stahl Leegebruch  |
| 22       | 1972-73  | Stahl Hennigsdorf |
| 23       | 1973-74  | Stahl Hennigsdorf |
| 24       | 1974-75  | Stahl Hennigsdorf |
| 25       | 1975-76  | Stahl Hennigsdorf |
| 26       | 1976-77  | Stahl Hennigsdorf |

| Edizione | Edizione | Vincitore         |
| -------- | -------- | ----------------- |
| 27       | 1977-78  | Lokomotive Lipsia |
| 28       | 1978-79  | Lokomotive Lipsia |
| 29       | 1979-80  | Lokomotive Lipsia |
| 30       | 1980-81  | Stahl Hennigsdorf |
| 31       | 1981-82  | Stahl Hennigsdorf |
| 32       | 1982-83  | Stahl Hennigsdorf |
| 33       | 1983-84  | Stahl Hennigsdorf |
| 34       | 1984-85  | Stahl Hennigsdorf |
| 35       | 1985-86  | Stahl Hennigsdorf |
| 36       | 1986-87  | Stahl Hennigsdorf |
| 37       | 1987-88  | Stahl Hennigsdorf |
| 38       | 1988-89  | Stahl Hennigsdorf |
| 39       | 1989-90  | Stahl Hennigsdorf |

### Riepilogo per club
| Vittorie | Squadra (primo / ultimo)        |
| -------- | ------------------------------- |
| 27       | Stahl Hennigsdorf (1952 / 1990) |
| 6        | Lipsia (1954 / 1963)            |
| 4        | Lokomotive Lipsia (1964 / 1980) |
| 1        | Vorwärts (1956)                 |
| 1        | Stahl Leegebruch (1972)         |